# ران لوری
ران لوری (انگلیسی: Ran Laurie; ۴ مهٔ ۱۹۱۵ – ۱۹ سپتامبر ۱۹۹۸) قایقران روئینگ و پزشک اهل بریتانیا بود.